# Neuhausen ob Eck
Neuhausen ob Eck là một thị xã ở huyện Tuttlingen trong bang Baden-Württemberg thuộc nước Đức.

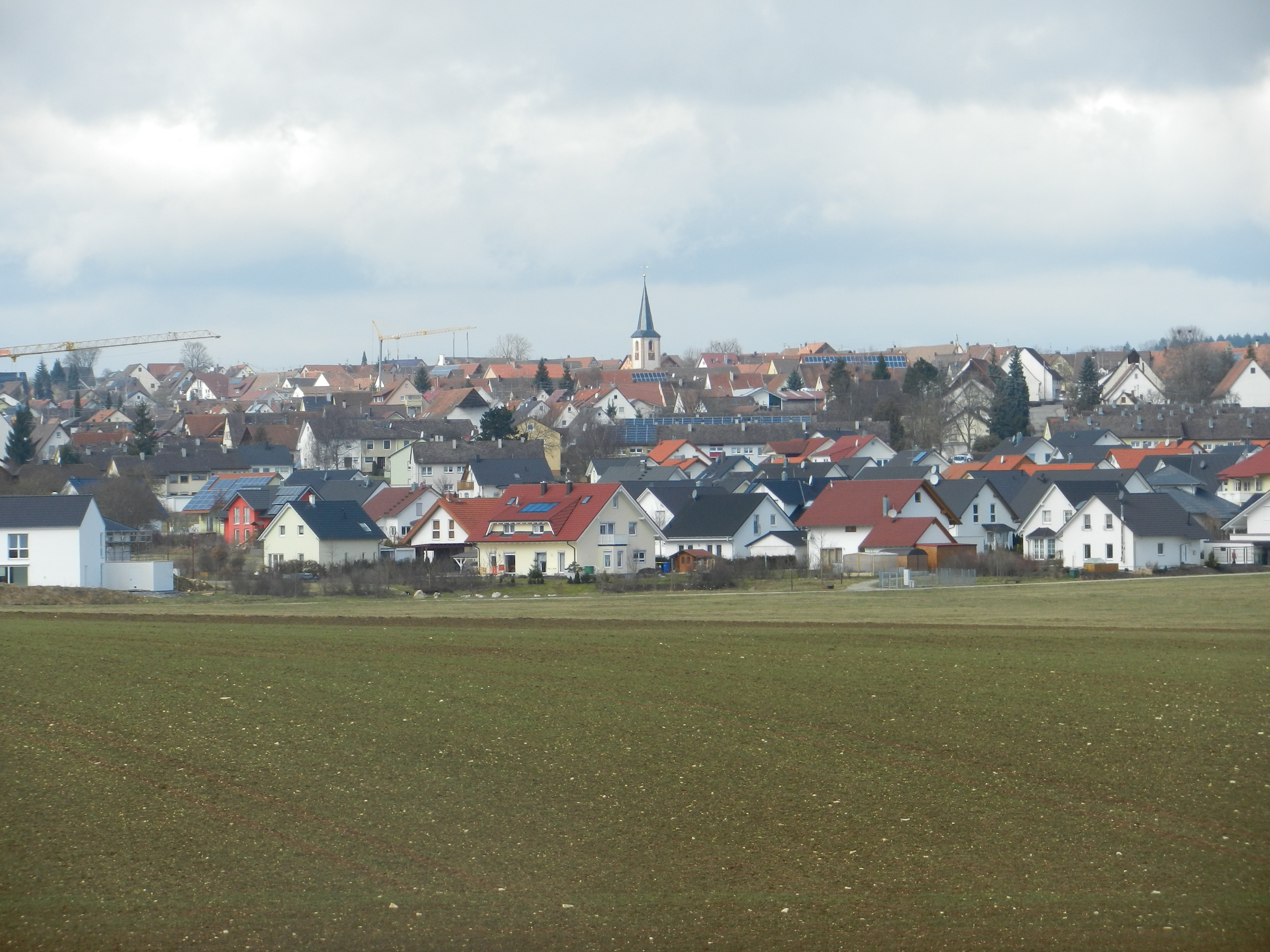
Neuhausen ob Eck